# Reka, Kaçanik
Reka (albanska: Reka, serbiska: Reka) är en by i Kosovo. Den ligger i kommunen Kaçanik. Enligt den senaste folkräkningen år 2011 fanns det 652 invånare.

## Demografi
| Demografi | 2011 |
| --------- | ---- |
| albaner   | 652  |